# Dušana
Dušana je žensko osebno ime

## Različice imena
Duša(ž) in Dušan(m)

## Izvor imena
Ime Dušana je izpeljanka imena Dušan oziroma Duša.

## Pogostost imena
- Po podatkih Statističnega urada RS je bilo na dan 30.6. 2006 v Sloveniji 32 oseb z imenom Dušana[2]
- Po podatkih Statističnega urada Republike Slovenije pa je bilo na dan 31. decembra 2007 v Sloveniji število ženskih oseb z imenom Dušana: 35.[3]

## Osebni praznik
Osebe z imenom Dušana imajo god 14. decembra.